# عقد 1840
| 1840 \| 1841 \| 1842 \| 1843 \| 1844 \| 1845 \| 1846 \| 1847 \| 1848 \| 1849 |

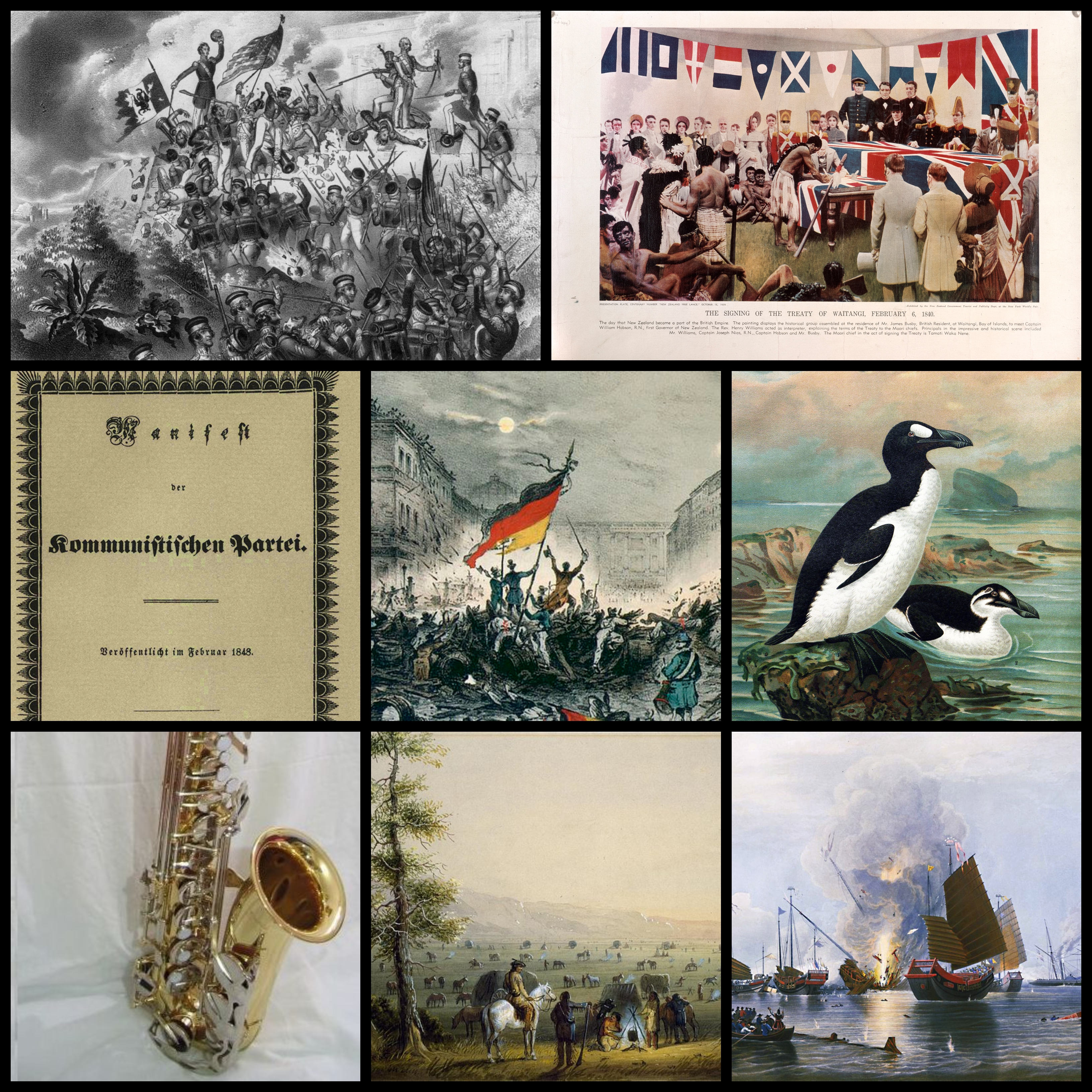

كان عقد الأربعينيات عقدا مضطربا واستمر من 1 يناير 1840 إلى 31 ديسمبر 1849. وعلى مدى العقد، شهدت عدة بلدان (وخاصة في أوروبا) العديد من الثورات والثورات، وأبرزها ثورات 1848. وبصرف النظر عن الانتفاضات، شهدت الولايات المتحدة تغير التمع السكاني بعد الهجرات إلى الساحل الغربي، حيث وصلت حمى الذهب في كاليفورنيا ذروتها في النصف الأخير من العقد.